# トランスペアレンシー・インターナショナル
トランスペアレンシー・インターナショナル（Transparency International, 略称：TI）は、腐敗、特に汚職に対して取り組む国際非政府組織。世界中の汚職を国家別にリスト化した「腐敗認識指数」を毎年発表している。トランスペアレンシーとは「透明性」の意味で、日本語で国際透明性機構と表記されることもある。

## 組織と役割
1993年5月に、元世界銀行職員のペーター・アイゲン (Peter Eigen) を中心に非営利団体として発足。本部事務局はドイツ・ベルリンに置かれているが、世界各国の数百の国内団体の集合体として組織されている。
TI は自らについて以下のように説明している。
| 「 | トランスペアレンシー・インターナショナルは、世界的な民間社会運動団体であり、腐敗に対する闘いを主導している。TI は世界中の男性・女性・子どもたちに対する腐敗という破壊的な衝撃に終止符を打つため、人々を力強い世界中の協力関係に結びつけている。TI の使命は腐敗のない世界への変化を作り出すことである。 | 」 |

TI は腐敗問題に関して「先進国のほうが途上国に比して取り組みが優秀である」という考えを否定し、世界中の腐敗を暴くことに関わっている。
1995年から毎年「腐敗認識指数」を発表している。また、「世界の腐敗レポート」(Global Corruption Report)、「世界腐敗バロメーター」(Global Corruption Barometer)、そして「贈賄指数」(Bribe Payers Index) も発表している。
TI は個々の腐敗のケースについて捜査したり明るみにしたりするのではなく、腐敗に対抗するためのツールを開発し、他の民間社会運動団体や企業、政府と協力してそのツールを組み込む活動を行っている。TI の目標は、政治体制の外にあって腐敗に対抗する協力関係を構築することである。
TI の最も大きな成功は、腐敗というトピックを国際社会における議論対象にしたことである。1990年代より前は、この問題はそれほど広く話し合われてはいなかったが、今日では世界銀行や国際通貨基金や経済協力開発機構などの国際組織が、開発を妨げる主要な障害のひとつとして腐敗を捉えるようになっている。TI はまたさらに、腐敗の防止に関する国際連合条約や 経済協力開発機構贈賄防止条約 (OECD Anti-Bribery Convention) などの制定においても、重要な役割を果たしている。

## 腐敗認識指数
腐敗認識指数は、世界銀行腐敗指数 (World Bank corruption index) と並び、世界中の国々の腐敗に関して、最も一般的に用いられる指標である。TI は調査対象の国の内外において、実業家やアナリストに対して、その国の腐敗度の印象を尋ね、その結果を基に指数を算出している。これは、国家によって法律やその強制力が大きく異なるため、実際の汚職事件の検挙件数や報道を基にした計算は、成り立たないためである。

## 競争力と腐敗の関係
1998年11月にチェコ・プラハで開催された、国際対腐敗会議 (International Anti-Corruption Conference) での TI ワークショップにて、国々の競争力と腐敗の発生との相関関係についての研究が開始された。

## 批判
腐敗認識指数、世界の腐敗レポート、世界腐敗バロメーターなど TI の出版物の中で取り上げられたアメリカでの腐敗の実例について、TI のアメリカ国内団体である TI-USA はこれまでにコメントをしたことがない。その一方で、TI-USA は重役のダーリーン・ドルヤンが汚職で収監され、CEO のフィル・コンディットの辞任につながったボーイングから献金を受けている。
2008年5月、TI が発表した「Promoting Revenue Transparency」と題したレポートの中で、ベネズエラの国有企業であるベネズエラ国営石油会社 (PDVSA) が収益高やロイヤルティー支払高などの基本的な財務情報を開示せず、適切な会計監査を行なっていないとされた。このため、このレポートでは、42 か国の石油会社がその透明性の高低によってランキングを決定されるところ、PDVSA に対しては最も低い評価が与えられていた。しかし実際には、PDVSA のデータはすべて開示されており、このレポートは誤りであった。これにより、TI はベネズエラ政府に対して偏見を持っているのではないかという批判を受けた。